# 渡邊絢子
渡邊 絢子（わたなべ あやこ、1984年6月25日 - ）は、日本の元女子バレーボール選手。

## 来歴
北海道札幌市白石区出身。友達に誘われて小学校4年生よりバレーボールを始める。旭川実業高等学校時代には春高バレーなどで活躍し、2003年、NECレッドロケッツに入部。
2009年度、レッドロケッツの主将を務めた。2011年5月、退団。

## 球歴
- 所属チーム履歴

北白石小 （平岡南少年団）→ 北白石中 → 旭川実業高等学校 → NECレッドロケッツ（2003年-2011年）